# Onthophagus harpax
Onthophagus harpax là một loài bọ cánh cứng trong họ Bọ hung (Scarabaeidae).